# ریچارد دیور
ریچارد دیور (انگلیسی: Richard Deaver؛ زادهٔ february ۷, ۱۹۳۱ (۹۴ سال)) ورزشکار اهل ایالات متحده آمریکا است.
وی در مسابقات کشوری و بین‌المللی در مجموع برندهٔ ۱ مدال برنز شده‌است.